# Letheobia simonii
Letheobia simonii är en ormart som beskrevs av Boettger 1879. Letheobia simonii ingår i släktet Letheobia och familjen maskormar. IUCN kategoriserar arten globalt som livskraftig. Inga underarter finns listade i Catalogue of Life.
Liksom andra maskormar liknar arten en mask i formen. Letheobia simonii blir 16 till 24 cm lång och den har en diameter av upp till 3 mm. Färgen är rosa eller lite mer rödaktig och huvudet har inslag av orange eller gul. Huvudet kännetecknas av en spetsig och på toppen avplattad nos samt av små ögon som nästan är osynliga på grund av en fjällplatta ovanför.
Arten förekommer i Israel och Libanon samt i angränsande områden av Jordanien och Syrien. Den gräver i mjuk jord.
Letheobia simonii har främst myror inklusive deras ägg och larver som föda. Ibland äts andra insekter och spindeldjur. Ett fåtal långsmala ägg läggs per tillfälle.